# Singapur na Mistrzostwach Świata w Lekkoatletyce 2022
Singapur na Mistrzostwach Świata w Lekkoatletyce 2022 – reprezentacja Singapuru podczas mistrzostw świata w Eugene liczyła jedną zawodniczkę, która nie zdobyła żadnego medalu.

## Skład reprezentacji

### Kobiety
| Zawodniczka             | Konkurencja   | Eliminacje | Eliminacje | Półfinał | Półfinał | Finał | Finał   | Źródło |
| Zawodniczka             | Konkurencja   | Wynik      | Pozycja    | Wynik    | Pozycja  | Wynik | Pozycja | Źródło |
| ----------------------- | ------------- | ---------- | ---------- | -------- | -------- | ----- | ------- | ------ |
| Shanti Veronica Pereira | bieg na 200 m | 23,53      | 39.        | NQ       | NQ       | NQ    | NQ      | [ 1 ]  |